# Friedenskirche (Hemmingen-Arnum)

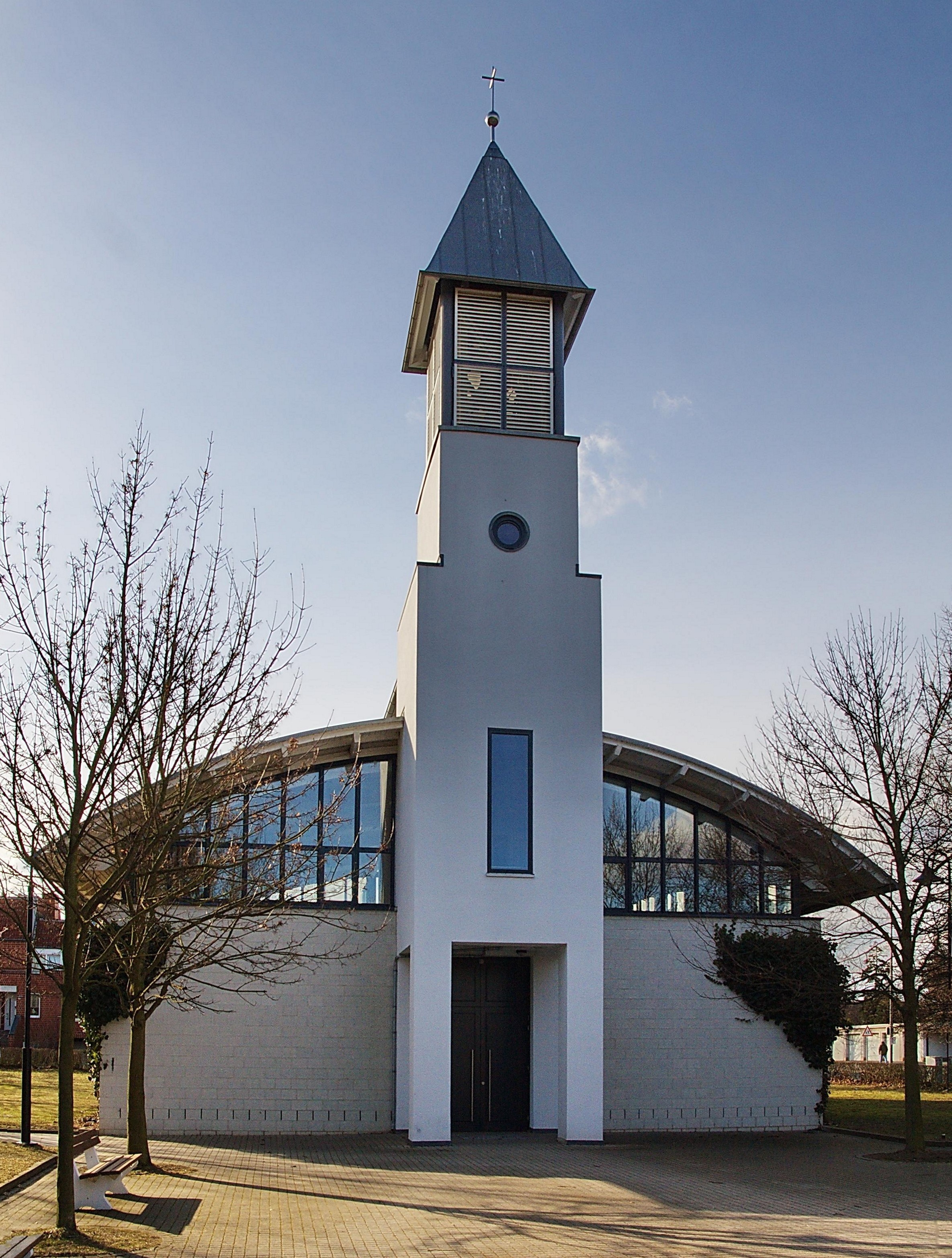
Friedenskirche

Die evangelisch-lutherische Friedenskirche in Hemmingen-Arnum wurde 1990/91 nach Plänen von Helmut E. Simon erbaut. Sie gehört damit zu den jüngsten Kirchenneubauten Deutschlands.

## Geschichte und Beschreibung

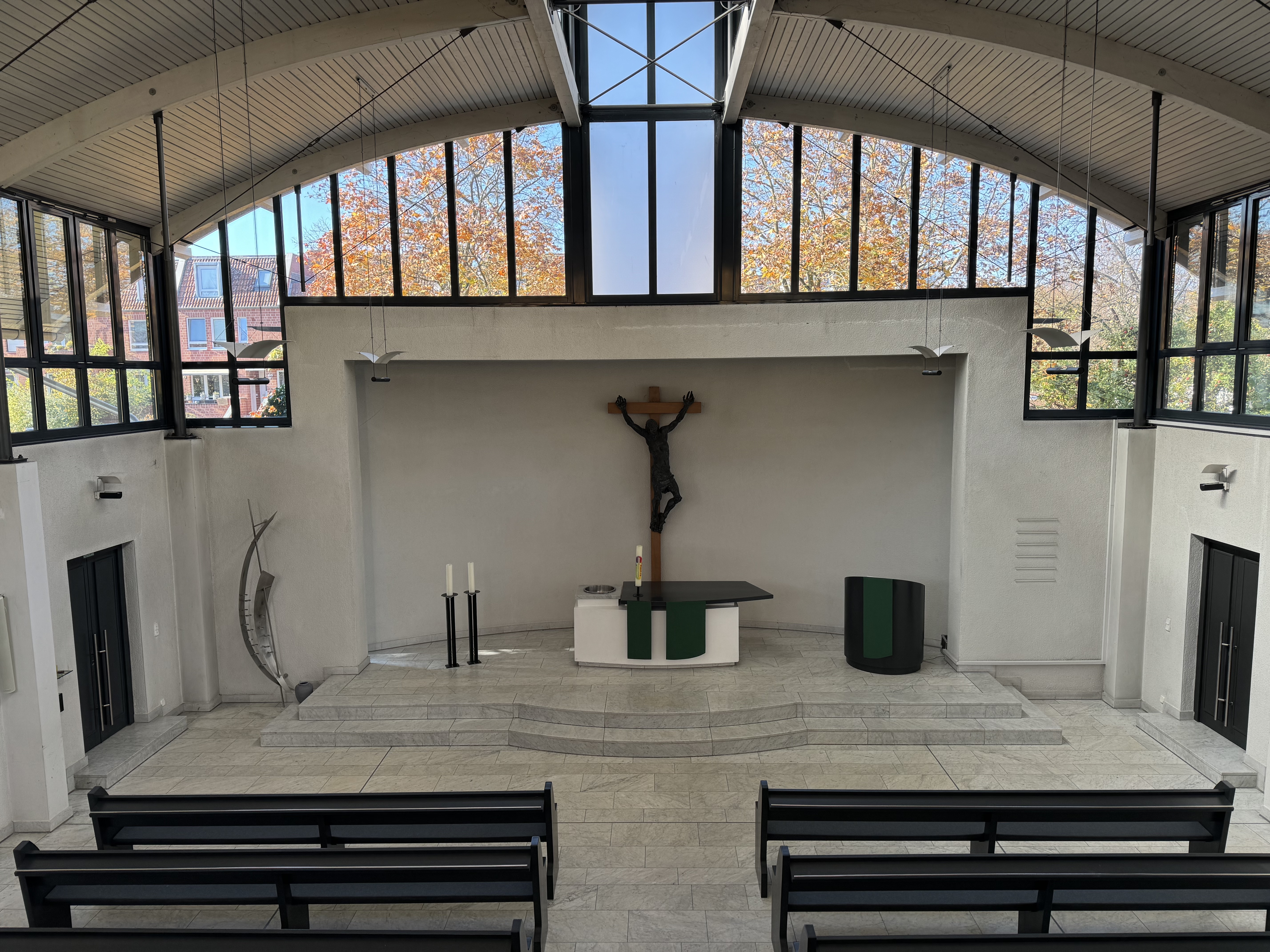
Innenraum (2024)

Das Dorf Arnum hatte kirchlich jahrhundertelang zu Wilkenburg gehört und nahm erst nach dem Zweiten Weltkrieg mit dem „Speckgürtel“ Hannovers einen rapiden Aufschwung. Mit dem Bau der Friedenskirche kamen jahrzehntelange Provisorien und Planungen ans Ziel.
Die Kirche ist der gelungene Versuch, mit begrenzten Finanzmitteln einen hinreichend großen und spirituell ansprechenden Raum zu schaffen. Auf dem Rechteck der weiß verputzten Backsteinwände erhebt sich ein gläsernes Obergeschoss, das mit einem leichten, flügelartig gebogenen Dach überwölbt ist. Über die Höhe der Wölbung zieht sich in Längsrichtung ein schmales, zum Kirchenraum offenes Dachgeschoss, das mit Satteldach und Obergadenfenstern an das erhöhte Mittelschiff einer klassischen Basilika erinnert. Auf der Altarseite biegt die Außenwand apsisartig aus. Der gegenüberliegende Eingang ist in den weißen, rechteckigen Turm integriert, der in einer Laterne das Geläut enthält. Diese Laterne nimmt die Form des Dachreiters der alten Arnumer Wehrkapelle auf, gibt dem Turm aber auch das Gepräge eines Leuchtturms.
Im Inneren fällt vor allem die expressive Figur des gekreuzigten Christus ins Auge, ein Werk von Jürgen Weber. Davor steht der mit dem Taufstein verbundene Altar. Die Lampen lassen mit ihrer Flügelform an Friedenstauben denken.

## Orgel

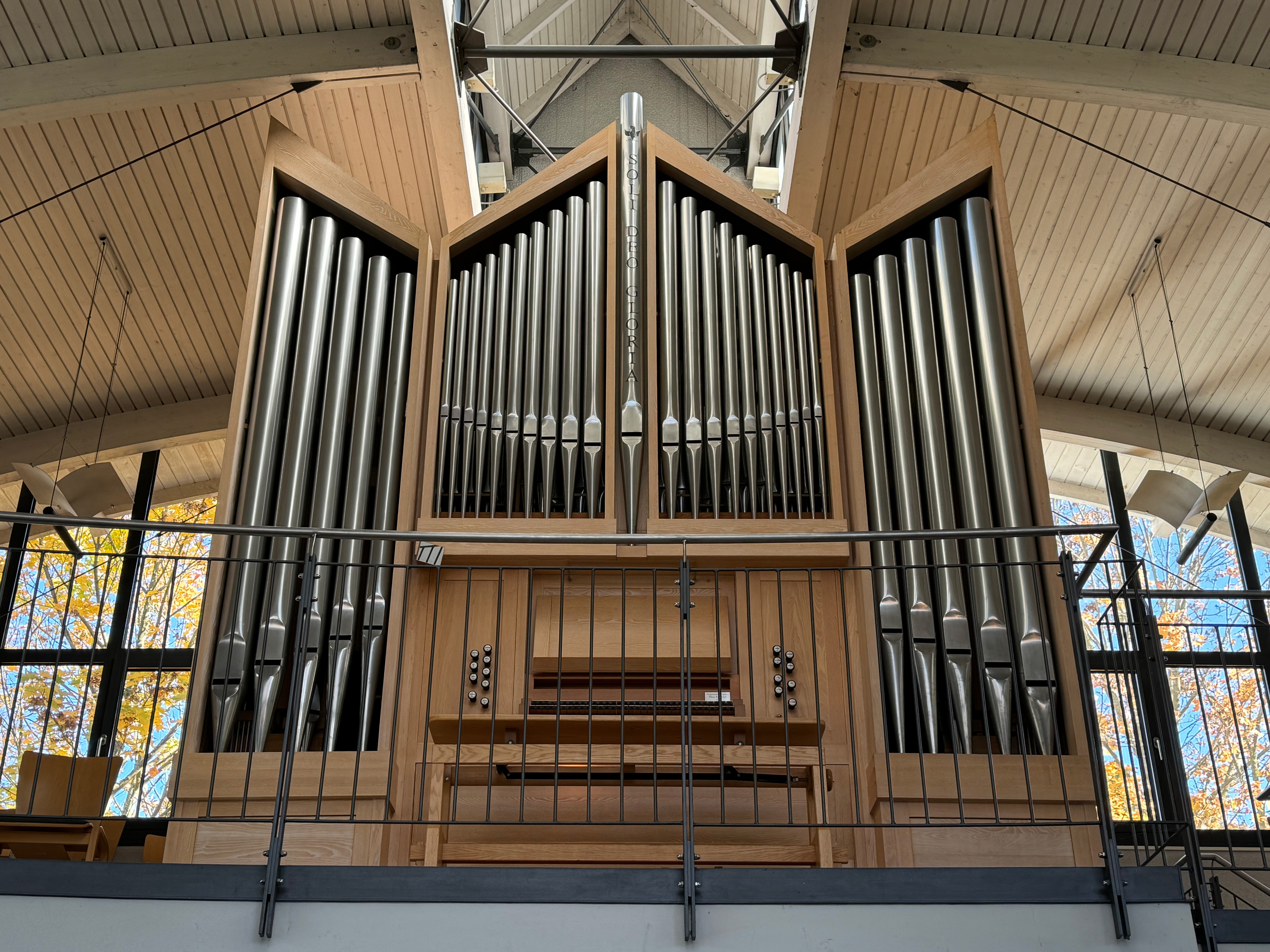
Orgel von 2007

Die Orgel der Firma Elmar Krawinkel konnte 2007 eingeweiht werden. Das Schleifladen-Instrument hat 13 Register auf zwei Manualwerken und Pedal. Angesichts der Akustik der Kirche ist das Instrument grundtönig disponiert, nach dem Vorbild frühromantischer Orgeln der Region. Eine Besonderheit ist die Doppelflöte mit zwei Labien. Die Spiel- und Registertrakturen sind mechanisch.
Die Disposition lautet: 
| I Hauptwerk C–g3 |        |
| Principal        | 8′     |
| Rohrflöte        | 8′     |
| Octave           | 4′     |
| Quinte           | 2 ⁄3   |
| Octave           | 2′     |
| Terz             | 1 3⁄5′ |
| Quinte           | 1 ⁄3′  |

| II Nebenwerk C–g3 |    |
| Gedact            | 8′ |
| Salicional        | 8′ |
| Doppelflöte       | 4′ |
| Flageolett        | 2′ |

| Pedalwerk C–f1 |     |
| Subbass        | 16′ |
| Octave         | 8′  |

- Koppeln: II/I, I/P, II/P (jeweils als Registerzug und Fußtritt)
- Tremulant für das gesamte Werk

Anmerkungen
1. ↑  C-A als Transmission aus Octave 8' (Pedal)
2. ↑  mit zwei Labien

## Glocken
Die Friedenskirche verfügt über drei Läuteglocken aus Bronze, die 1993 von der Glockengießerei Rincker aus Sinn gegossen wurden. Die Tonfolge lautet: cis2, e2, fis2.